# Domschatz Halberstadt

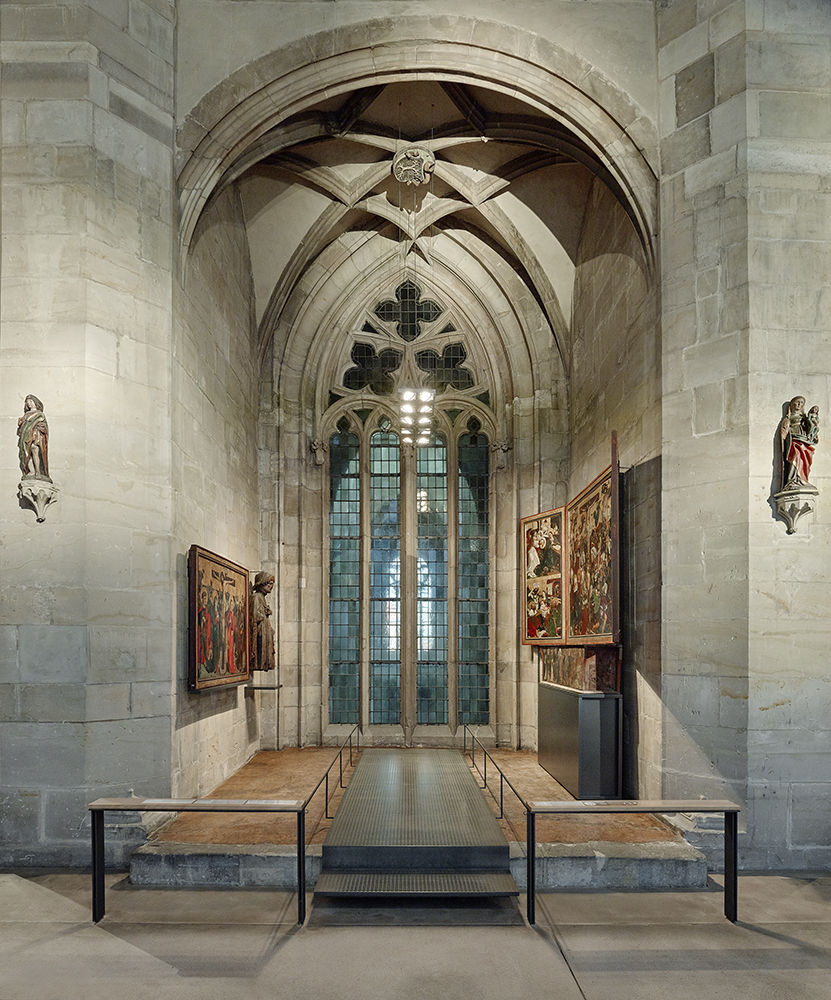
Domschatz Halberstadt, Kapitelsaal mit Skulpturen und Altarretabeln des Halberstädter Doms

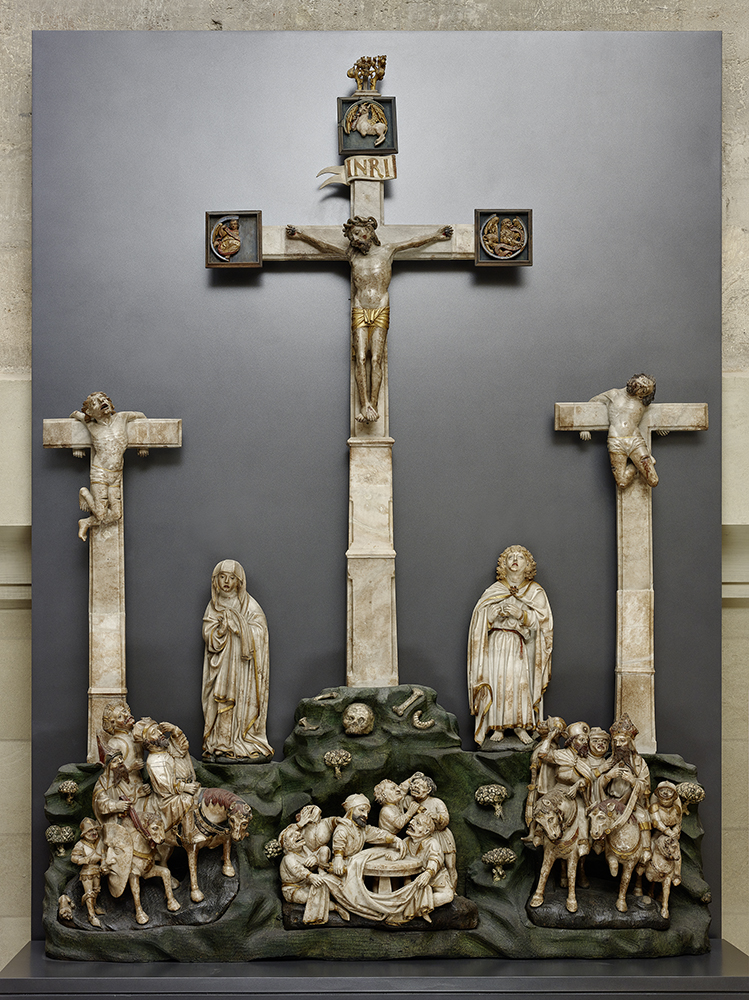
Domschatz Halberstadt, Alabasterkalvarienberg, Mitteldeutschland, um 1450

Der Domschatz Halberstadt ist das zum Dom zu Halberstadt gehörige Museum kirchlicher Kunst. Dom und Domschatz sind Eigentum der Kulturstiftung Sachsen-Anhalt. Die Sammlung birgt diejenigen Objekte, die zur Kirchenausstattung und zur Feier der Gottesdienste am Halberstädter Dom dienten. Dabei umfasst sie nicht nur zahlreiche wichtige Werke mittelalterlicher Kultur, sondern stellt wegen der Vielzahl der erhaltenen Objekte unterschiedlicher Gebrauchszusammenhänge ein historisch bedeutsames Ensemble mit hoher geschichtlicher Aussagekraft dar.

## Geschichte

### Geschichte der Sammlung
Geschichte und Bestand des Domschatzes reichen bis in die Gründungszeit des Bistums Halberstadt im 9. Jahrhundert zurück. Viele der Objekte stammen aus der Zeit vor dem Bau des gotischen Doms. Für die zahlreichen Altäre auch in den Vorgängerbauten entstanden bis heute erhaltene Gewänder, Messbücher, Altargeräte und für den Kirchenraum Wandteppiche. So kam ein Evangeliar als Schenkung des Fuldaer Abtes Rabanus Maurus (822–847, später Erzbischof von Mainz 847–856) an Bischof Haimo von Halberstadt (840–853) bereits im 2. Viertel des 9. Jahrhunderts nach Halberstadt. Auch bischöfliche Kleidung oder die monumentalen Bildteppiche des 12. Jahrhunderts sind frühe Zeugnisse. Stiftungen und Importe durch Reisen von Bischöfen vermehrten den Bestand an Reliquien und Kunstwerken in jedem Jahrhundert. Eine besonders umfangreiche Schenkung brachte Bischof Konrad von Krosigk vom Vierten Kreuzzug mit, der 1204 zur Plünderung Konstantinopels führte: erstrangige Reliquien wie Teile aus Kreuz und Dornenkrone Christi und von den Haaren und dem Gewand Mariens, Reliquien zahlreicher Heiliger und Märtyrer der östlichen Kirche, Altargeräte und bestickte Seidenstoffe.
Untergebracht waren diese geistigen wie materiellen Kostbarkeiten an und in den Altären, aber auch in der dafür gebauten Schatzkammer sowie in der Sakristei. Anfang des 16. Jahrhunderts entstand der Heiltumsschrein, ein eisengepanzerter Aufsatz (ein Tresor) auf dem Hochaltar, in dem die Domherren die Reliquiare diebstahlsicher verwahrten und an Festtagen zur Schau stellten. Diese mittelalterlichen Kostbarkeiten blieben auch nach der 1591 nur teilweise eingeführten Reformation erhalten. Das gemischt konfessionelle Domkapitel garantierte den Erhalt der überlieferten Objekte, die evangelischen Domherren respektierten die von den katholischen Glaubensbrüdern weiterverwendeten Ausstattungen an Gewändern, Altargeräten und Reliquiaren.
Im Laufe des 18. Jahrhunderts änderte sich das Verständnis des Wertes der mittelalterlichen Werke, die zunehmend in ihrer historischen und künstlerischen Aussagekraft geschätzt wurden. Dies führte dazu, dass nach der Säkularisation 1810 protestantische Pfarrer sich gegen eine Veräußerung und für den Erhalt des Kirchenschatzes in Halberstadt erfolgreich bei der Regierung des Königreichs Westfalen einsetzten.
Im Laufe des 19. Jahrhunderts brachte man immer mehr Teile des Domschatzes aus dem Dom in dessen Nebengebäude, in den Kapitelsaal und die Schatzkammer, um die Kunstwerke vor dem Verfall zu retten und ihre Betrachtung zu vereinfachen.

### Geschichte des Museums

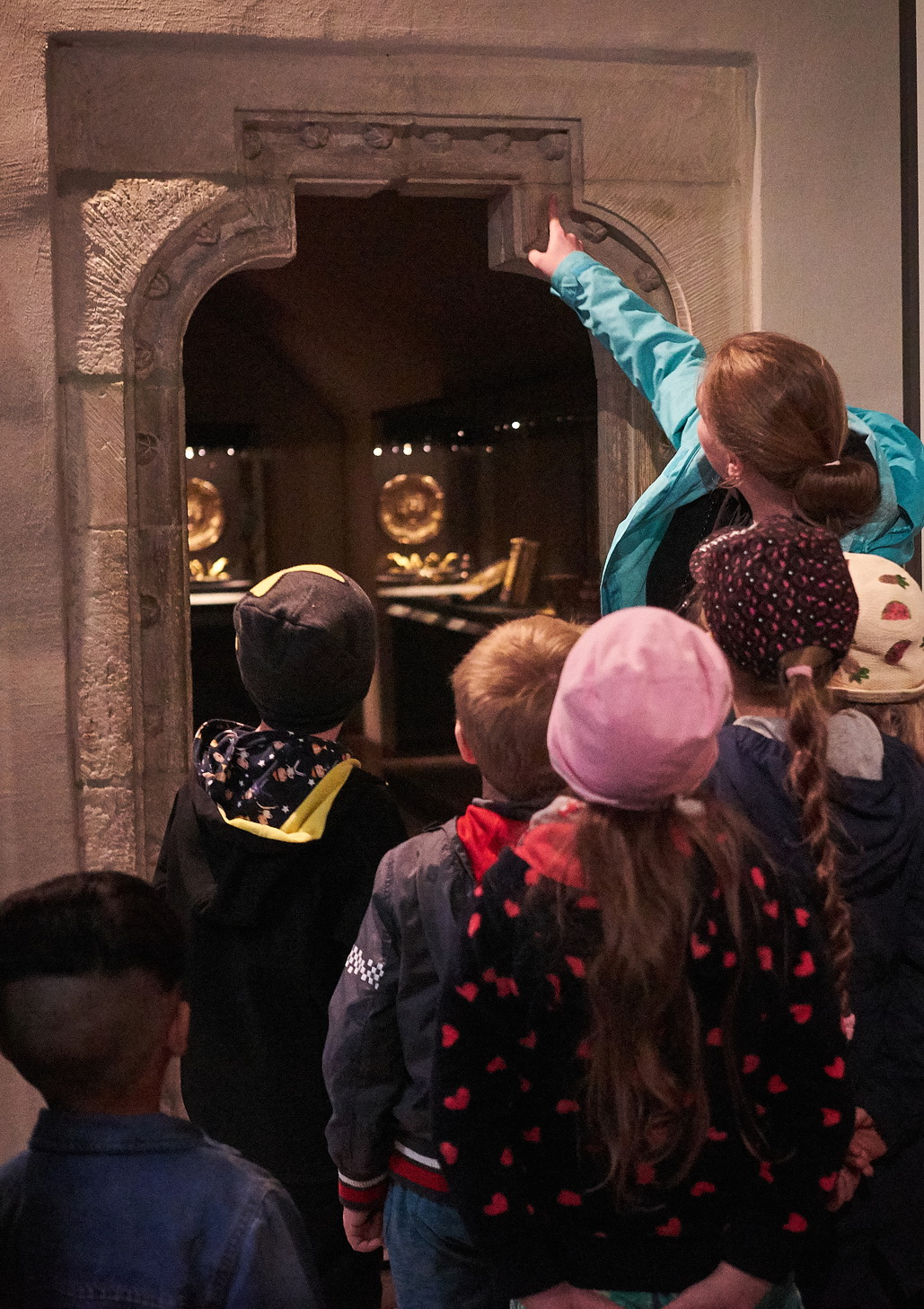
Domschatz Halberstadt, Eingang zur Schatzkammer

Der museale Gedanke führte bereits ab den 1920er Jahren zur Planung eines Museums, das schließlich 1936 als „Dommuseum“ eröffnet wurde. Die Konzeption erstellte Erich Meyer, Kustos und später Direktor des Schlossmuseums Berlin. Leitende Idee bildete ein Ensemble-Arrangement, in dem durch das Neben- und Miteinander verschiedener Kunstwerke und Gattungen ihre einstigen Funktionen im kirchlichen Gebrauch sich selbst erklärten. Auch die Gebäude nahm er in diese Konzeption hinein: Die geistlichen Gewänder wurden im Westflügel, die Werke der Malerei und Skulptur im oberen Kapitelsaal direkt neben dem Kirchenraum gezeigt. Die besonders kostbaren Schatzstücke standen – wie bis heute – in der historischen Schatzkammer.
Während des Zweiten Weltkriegs wurde der Domschatz ausgelagert, so dass weite Teile der Sammlung erhalten blieben. Nach der Wiederherstellung der im Krieg teilweise zerstörten Gebäude öffnete der Domschatz von 1959 bis 2006 für geführte Gruppen. Zwar blieb die grundsätzliche Raumkonzeption erhalten. Um sich gegen ideelle Vereinnahmungen – wie sie im Nationalsozialismus erfolgt waren – dezidiert abzusetzen, konzentrierte man allerdings das Konzept auf eine schlichte, sachliche Präsentation der Einzelwerke.
Infolge starker konservatorischer Probleme und neuer Erfordernisse in der musealen Präsentation entstand nach jahrelangen Planungen das heutige Museumskonzept, das kirchlich-religiöse Aspekte, historische Räume, ein Kunsterleben und konservatorische Bedingungen vereint. Seit 2008 ist der Domschatz für Einzel- und Gruppenbesucher zugänglich.
Die konservatorische Verantwortung übernahm die Kulturstiftung Sachsen-Anhalt als Eigentümerin 1998. Bis 2019 leitete die Evangelische Kirchengemeinde Halberstadt die Präsentation des Domschatzes, übergab aber 2020 infolge finanzieller Schwierigkeiten diese Aufgabe ebenfalls an die Kulturstiftung Sachsen-Anhalt.

## Ausstellung
Die Ausstellung befindet sich in der ehemaligen Klausur des Halberstädter Doms. Auf 1200 Quadratmetern Ausstellungsfläche zeigt sie rund 300 der insgesamt etwa 1250 erhaltenen Werke.
Die Schatzkunst ist in der aus dem 14. Jahrhundert stammenden Schatzkammer. Sie beherbergt Reliquien und Reliquienbehältnisse (Reliquiare) sowie liturgisches Gerät aus der Zeit zwischen dem 5. und dem 15. Jahrhundert aus Europa, dem Nahen Osten und Nordafrika. Bedeutende Werke sind das Konsulardiptychon, die byzantinische Weihebrotschale, Armreliquiare, das Tafelreliquiar und Bergkristallkreuze.
Die mit über 500 Objekten umfangreiche Textilsammlung umfasst ca. 90 vollständige mittelalterliche Gewänder, zudem Altartücher, Fahnen und monumentale Teppiche, darunter die ältesten erhaltenen gewirkten Bildteppiche der Welt (Abraham-Engel-Teppich und Christus-Apostelteppich, Mitte 12. Jahrhundert).
In der historischen Sakristei und weiteren Orten bieten Truhen und Sakristeischränke aus dem 14. Jahrhundert und der Heiltumsschrein, ein tresorartiges Schrankretabel des Hauptaltars aus dem Dom, eine Übersicht über die Möbelkunst des Mittelalters, zudem ein Kastensitz als ehemaliger bischöflicher Armlehnstuhl des 15. Jahrhunderts. Seltene Einblicke in die Lebenswelten mittelalterlicher Kleriker ermöglichen Objekte wie hölzerne Engelsflügel des frühen 15. Jahrhunderts, die zur Darstellung von Engeln bei Prozessionen oder Festspielen dienten, oder ein bronzener, vergoldeter Wärmeapfel zum Handwärmen.
Auf der Südempore des Doms und im oberen Kapitelsaal vermitteln Skulpturen und Altarretabel bzw. Tafelbilder einen Überblick über die bildende Kunst des 14. bis 16. Jahrhunderts aus Mitteldeutschland.
Ein eigener Raum beherbergt Objekte aus der ehemaligen bischöflichen Stiftskirche Unserer Lieben Frauen auf der Westseite des Domplatzes mit bedeutenden Werken wie der sitzenden Madonna und dem in byzantinischer Art bemalten Liebfrauenschrank, beide aus dem 13. Jahrhundert.
Wichtigen Schwerpunkt der Sammlung bilden Objekte byzantinischer Herkunft des 12. Jahrhunderts, die durch Bischof Konrad von Krosigk 1205 von seiner Beteiligung am Vierten Kreuzzug nach Halberstadt kamen.

## Bildergalerie

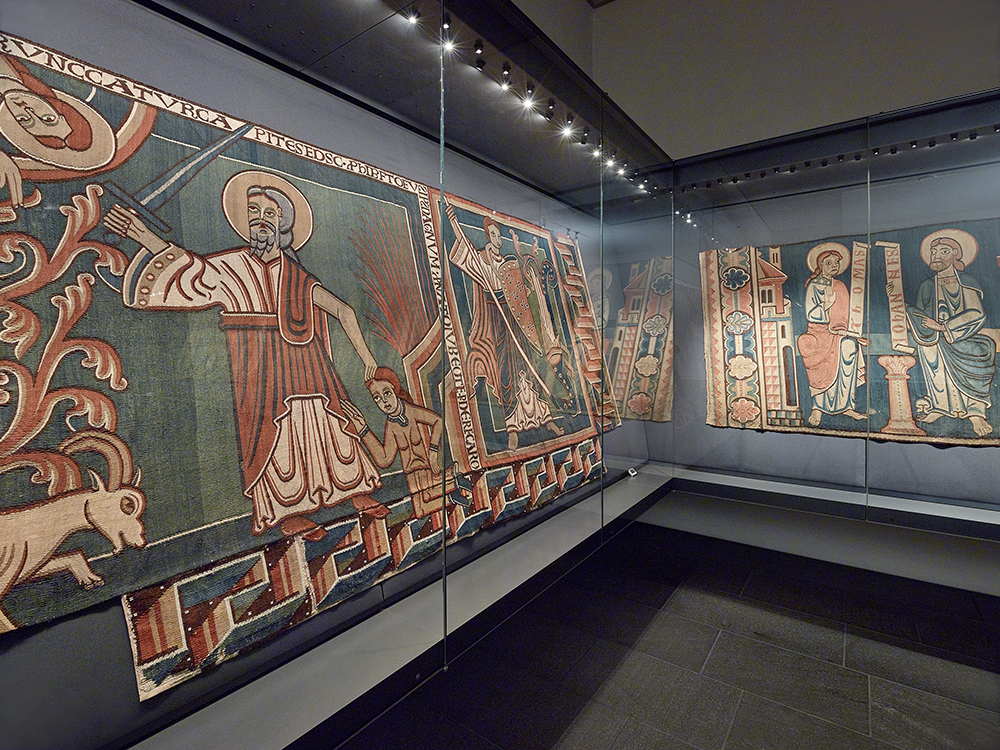
Teppichsaal mit Abraham-Engel-Teppich, um 1150
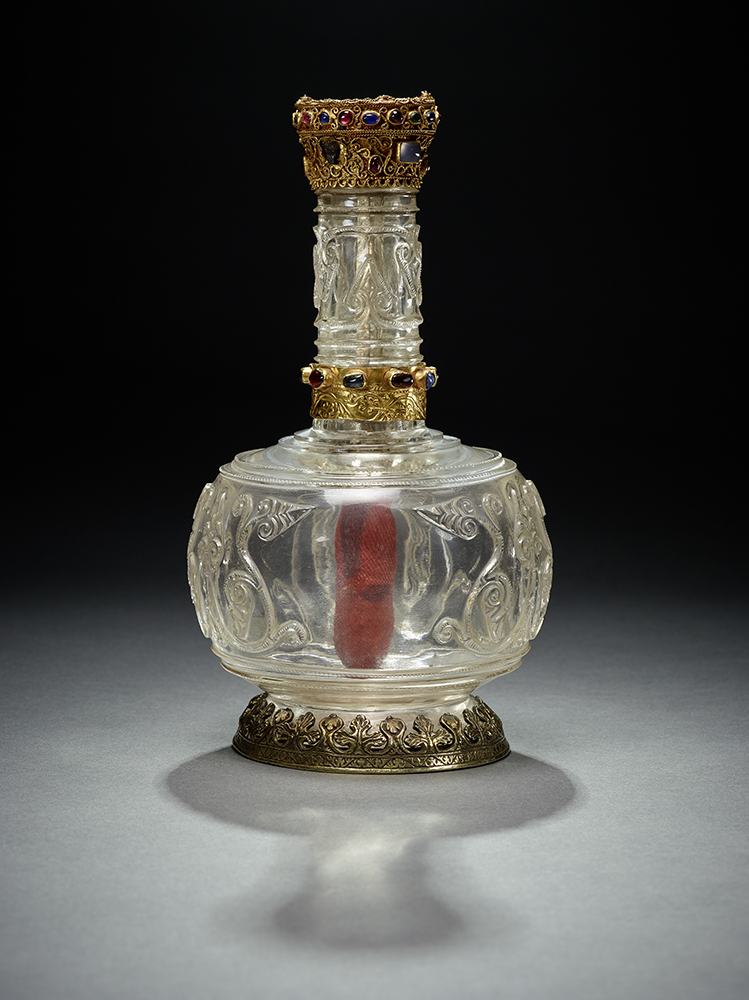
Bergkristallflasche, fatimidisch 10./11. Jh., mit Goldfassungen Mitteldeutschland 12./14. Jh.
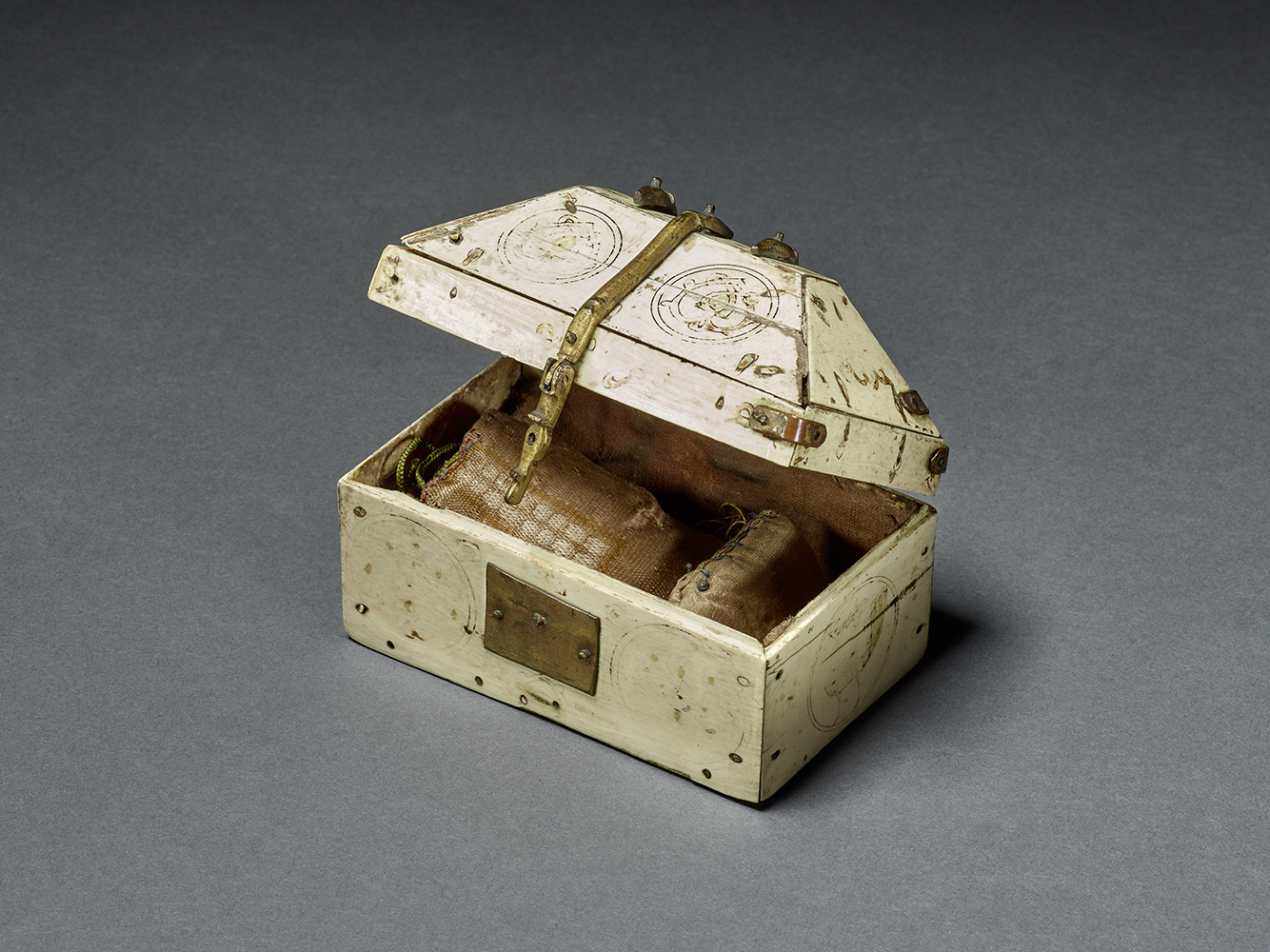
Elfenbeinkästchen mit Reliquien, Kästchen: Elfenbein, bemalt, Süditalien oder Sizilien 2. Hälfte 12. Jh.
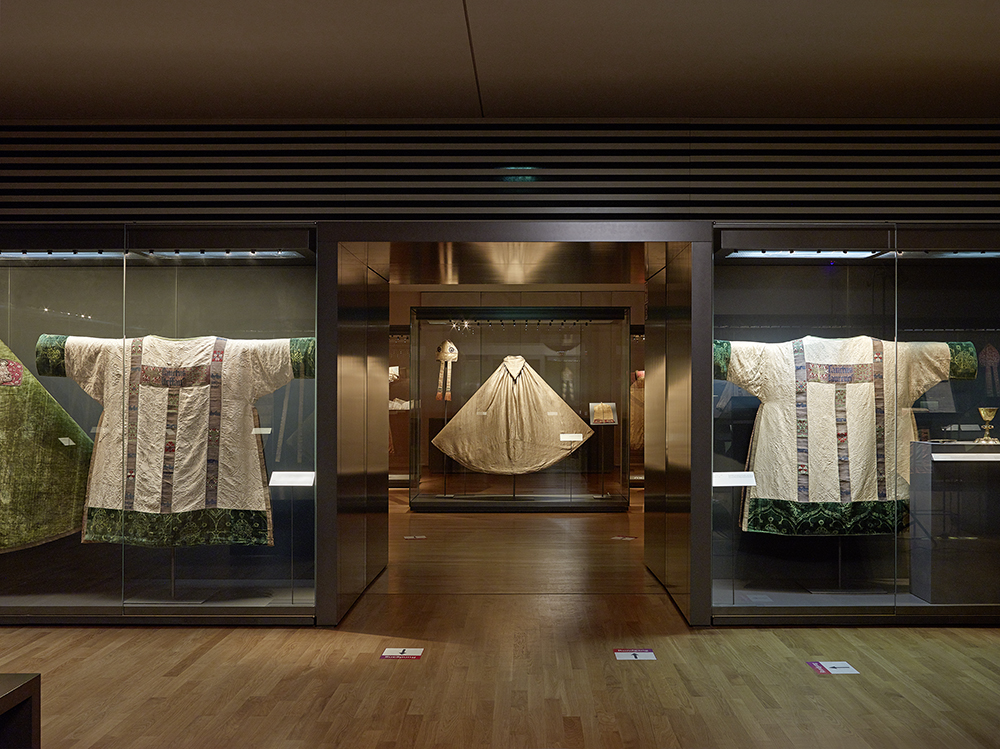
Gewändersaal mit Chormantel (Bischofsmantel) aus geritzter Seide, Spanien (?) 1100–1150, und zwei Dalmatiken
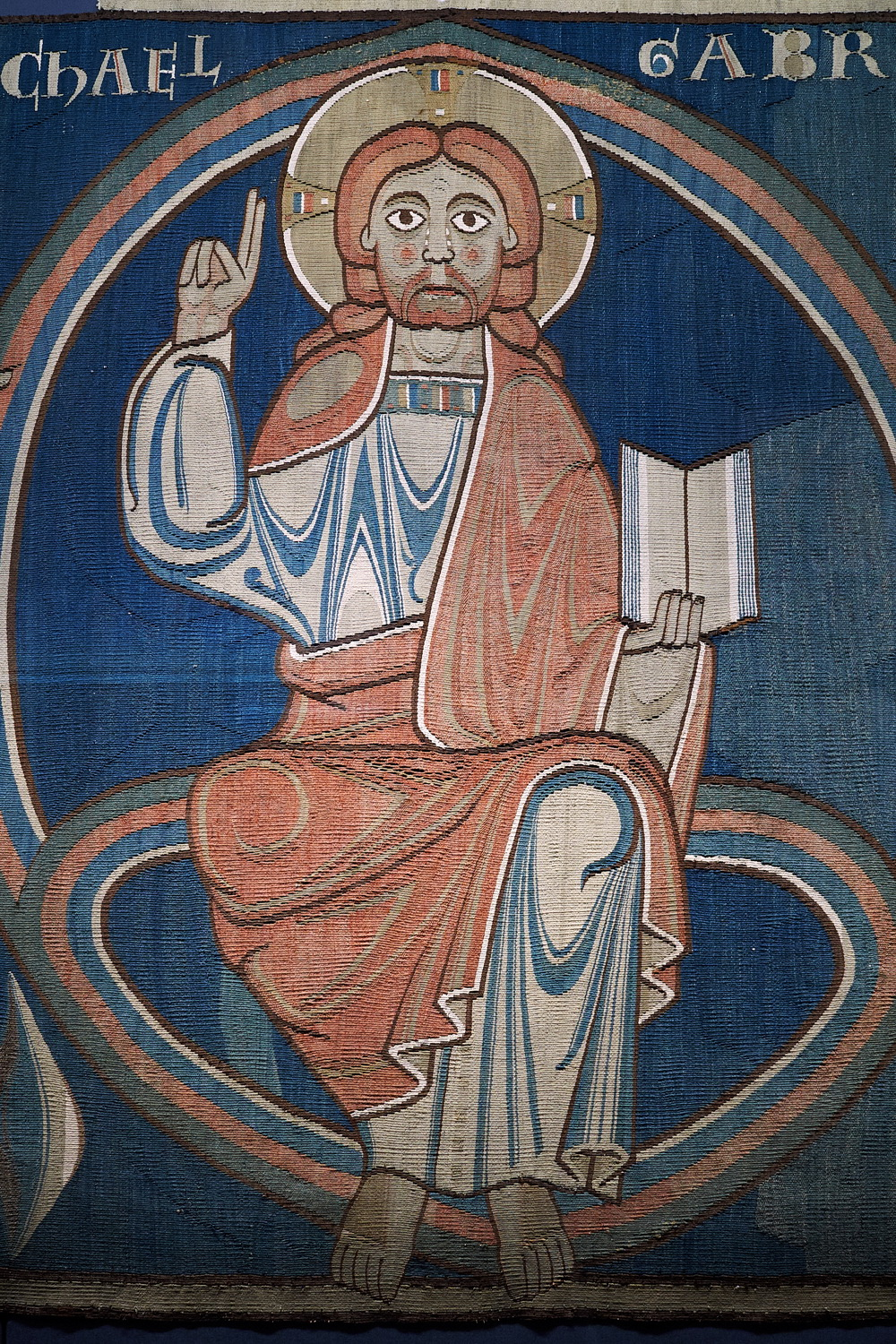
Christus-Apostel-Teppich, Wolle und Leinen, gewirkt, Harzvorland um 1150–1200, Detail mit Christus in der Mandorla
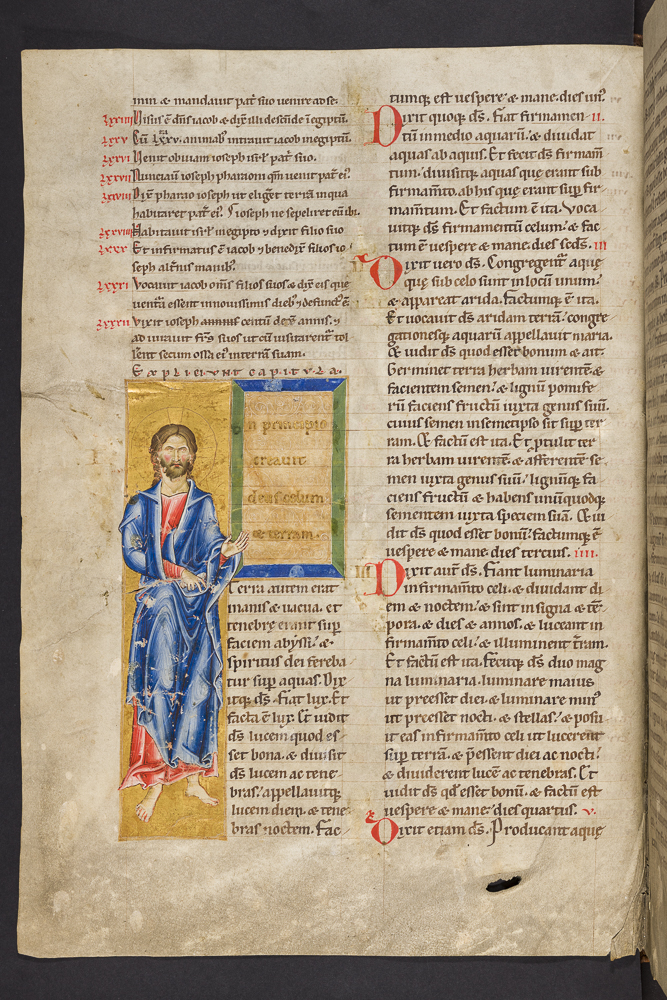
Lectionarium missae des Diakons und Kanonikers Marcwardus, Pergament, Halberstadt 1131–1147
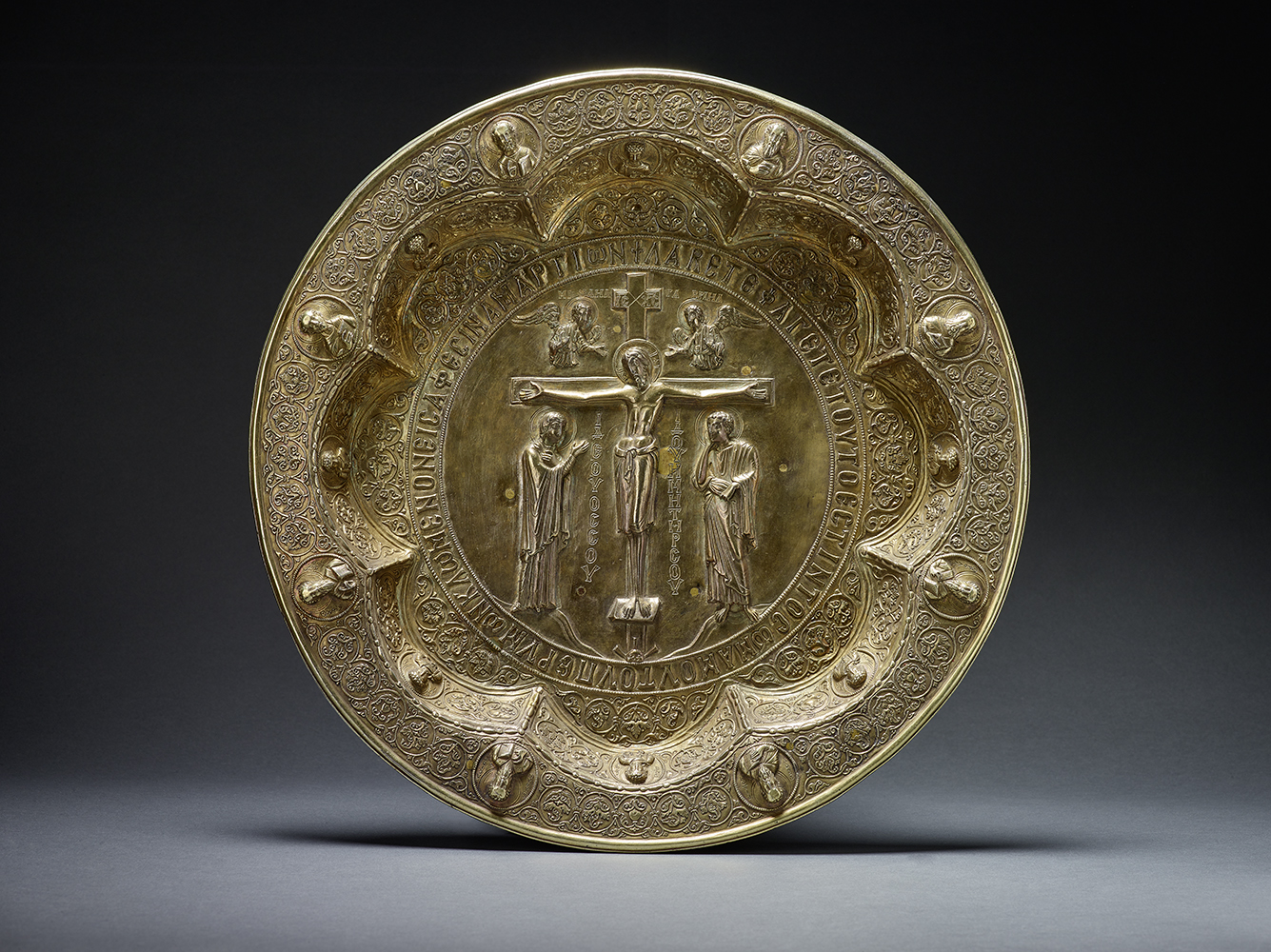
Byzantinische Weihebrotschale, Silber, vergoldet, Konstantinopel Ende 12. Jh.
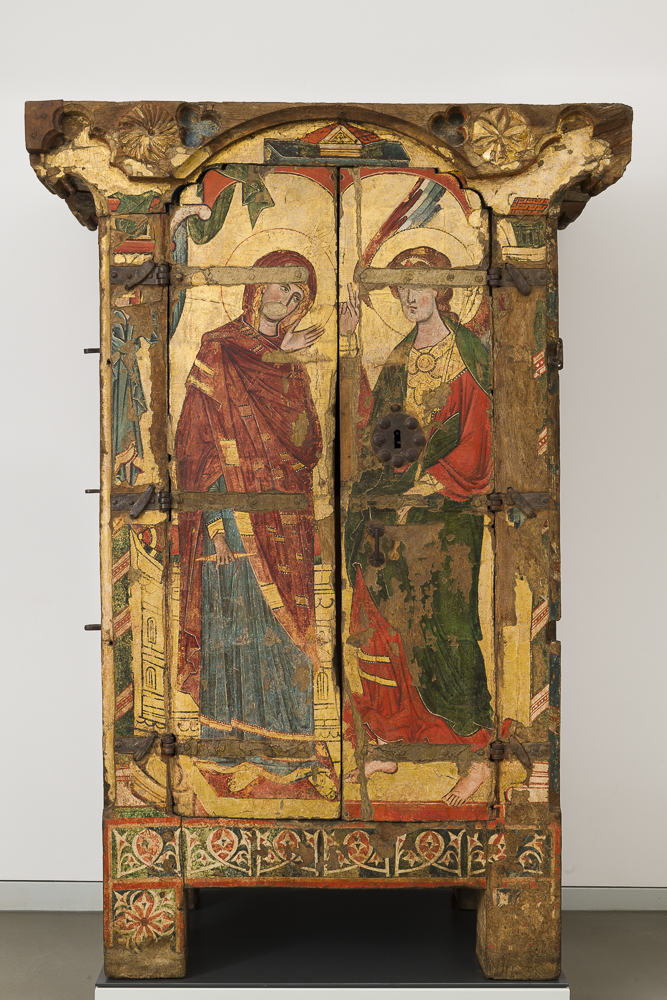
Reliquienschrank, ehem. Liebfrauenkirche, Eiche, vergoldet, bemalt, Niedersachsen, 2. Viertel 13. Jh.
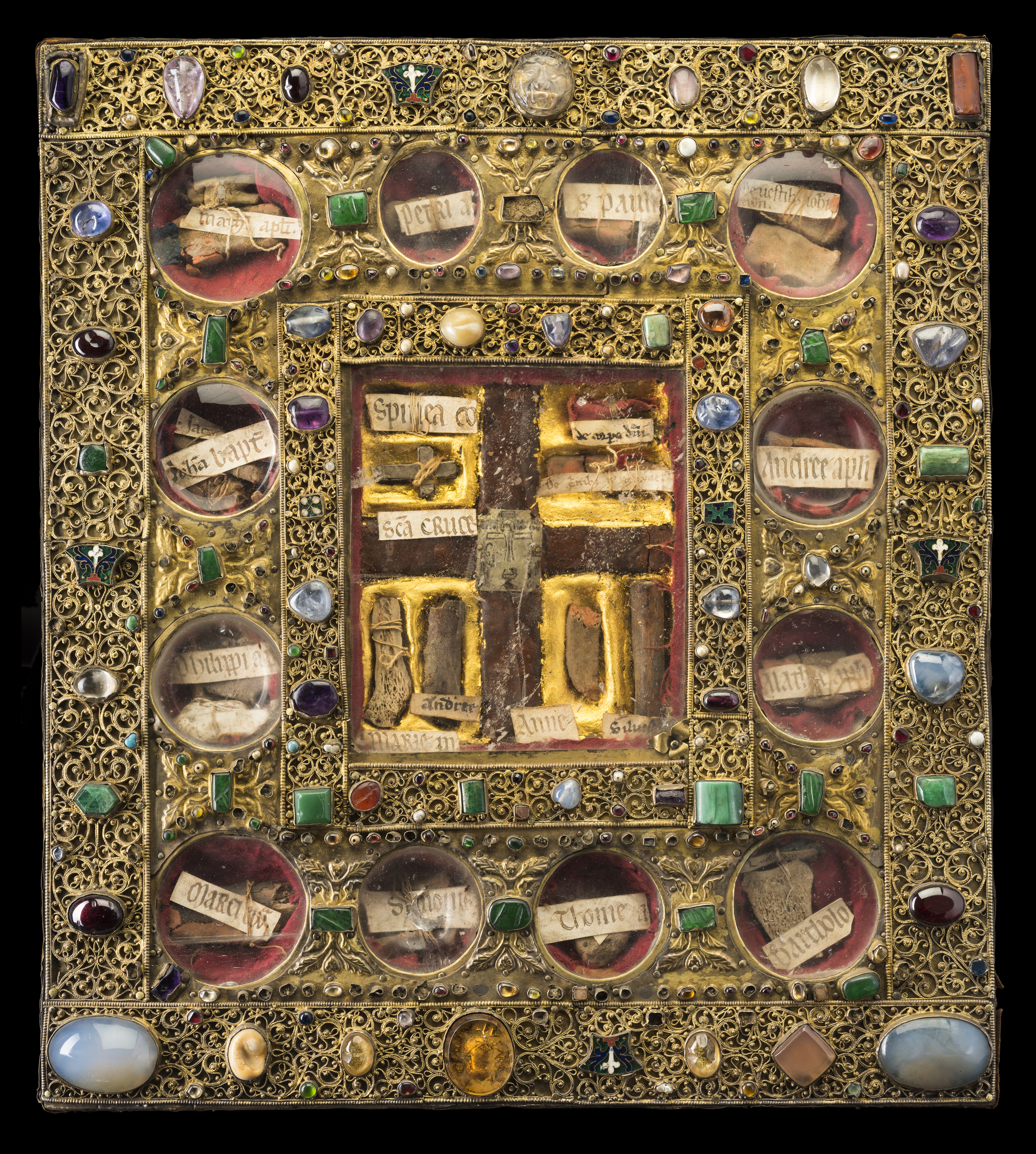
Tafelreliquiar, Goldfiligran, Edelsteine, Perlen, Email u. a. Mitteldeutschland / Halberstadt 2. Viertel 13. Jh.
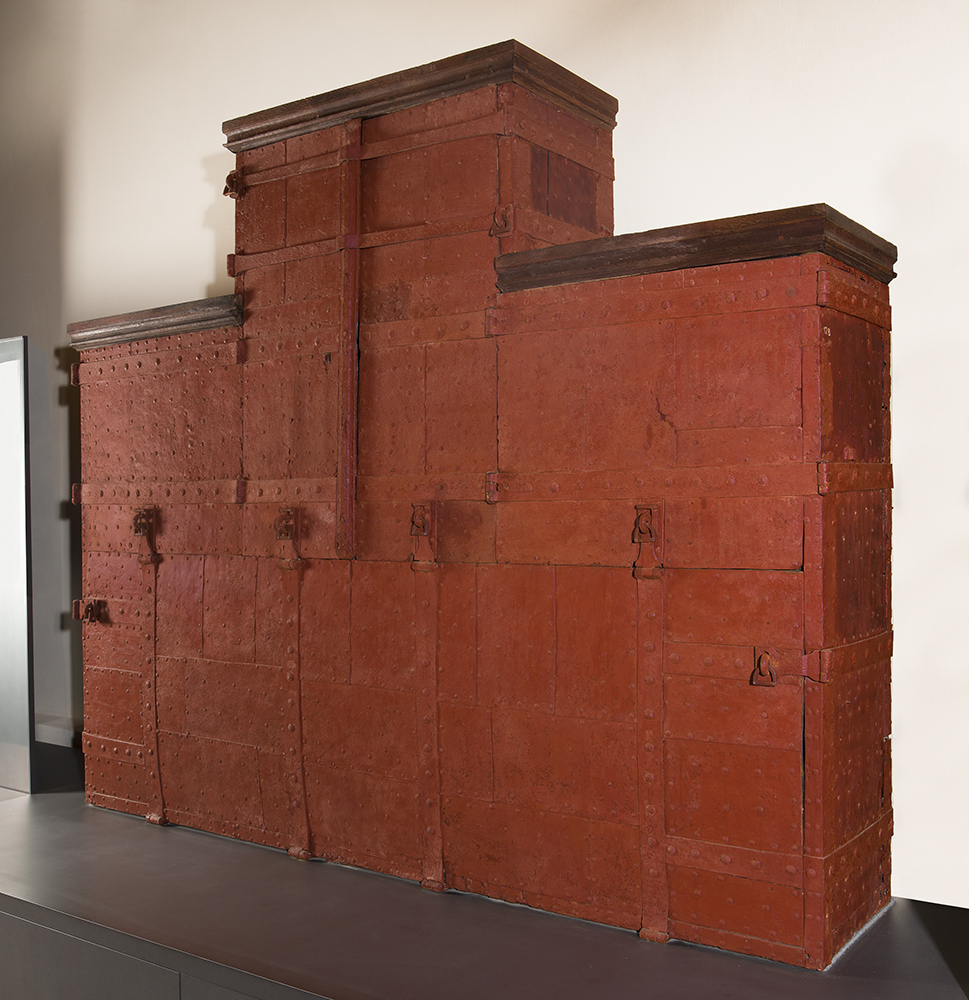
Heiltumsschrank, Eichenholz, Eisen, Halberstadt 1515–1530

## Wissenschaftliche Leitung
- 1997–2004: Petra Sevrugian/Janke
- 2004–2010: Jörg Richter
- 2010–2017: Thomas Labusiak
- Seit 2020: Uta-Christiane Bergemann